# O Condenado (1921)
O Condenado é um filme mudo e a preto e branco português realizado por Mário Huguin e Afonso Gaio. Adaptado da obra homónima de Afonso Gaio e produzido pela Lusa Film, o drama romântico contou com as colaborações dos artistas modernistas José Pacheco, autor dos cenários, e de Stuart Carvalhais, responsável pelos adereços e intertítulos, para além de integrar no seu elenco Almada Negreiros, sendo essa a sua única participação no cinema português.
O filme teve a sua ante-estreia a 30 de abril de 1921, no Cinema Olympia, Lisboa, e estreia a 2 de maio desse mesmo ano, na mesma sala de espetáculos. Não se conhece atualmente o paradeiro de qualquer material fílmico deste título.

## Produção
As filmagens exteriores foram realizadas no Mosteiro da Batalha, Convento de Cristo, Castelo de Ourém e nas margens do rio Nabão e do rio Lis.

## Elenco
(por ordem alfabética)
- A. Sampaio  ·  Médico
- Alfredo Martins  ·  Juiz
- Álvaro Baptista  ·  Padre Anselmo
- Álvaro Gaspar  ·  Criança
- Ana Pereira  ·  Mariana
- Arlete Soares  ·  Criança
- Clemente Pinto  ·  Ricardo
- F. do Amaral  ·  Sargento Rebelo
- Fernando Pereira  ·  D. António dos Santos
- Francisco de Sousa Coutinho  ·  Taberneiro
- Joaquim Costa  ·  Tadeu, o Sacristão
- Joaquim de Oliveira  ·  José do Monte
- José de Almada Negreiros  ·  D. António de Souto
- José Lage  ·  Escrivão
- Júlio Soares  ·  Ricardo
- Lina de Albuquerque  ·  Josefa
- Lucinda Gouveia  ·  Isabel
- Luís Leitão  ·  Tadeu
- M. de Oliveira  ·  Oficial de Diligências
- Maria Sampaio  ·  Maria do Rosário
- Maria Thereza di Camponetti  ·  Mafalda
- Silvério dos Reis  ·  Delegado
- Sílvia Duarte  ·  Andresa
- Virgínia Silva  ·  Quitéria